# Zahra' Langhi
 (août 2018).
Zahra 'Langhi (arabe: زهراء لنقي) est une spécialiste libyenne du genre, stratège de la société civile et activiste politique. Elle est aussi cofondatrice et directrice de la Plateforme libyenne des femmes pour la paix (LWPP). Helen Clark la considère comme « une activiste incroyable ».

## Activisme
Langhi a dit que quand elle a vu ce que les médias sociaux pouvaient réaliser en Égypte, elle a décidé d'appeler à un « jour de colère" » en utilisant Facebook en Libye, mais regrette maintenant cela, disant qu'elle aurait plutôt dû appeler « jours et nuits de compassion ». Elle a dit que la rage n'est pas suffisante pour provoquer une véritable réforme, et que la réalisation de la justice et de la dignité exige de la compassion.

## Carrière
En 2011, Langhi a cofondé la Plateforme libyenne des femmes pour la paix (LWPP), avec 35 femmes libyennes de premier plan. Elle est la directrice de l'organisation,,. Elle a également coordonné le programme libyen d'autonomisation politique des femmes (LWPE), en collaboration avec ONU Femmes et Karama[Quoi ?].
Langhi est un conseiller du Dialogue national libyen.

## Reconnaissance
Pour la Journée internationale de la femme, le 7 mars 2017, The Guardian a demandé à Helen Clark, chef du Programme des Nations Unies pour le développement (PNUD) et ancien Premier ministre de la Nouvelle-Zélande, de sélectionner « Sept femmes à surveiller dans la politique mondiale ». Zahra 'Langhi est l'une d'entre elles.